# راندولف تي هيستر
راندولف تي هيستر (بالإنجليزية: Randolph T. Hester)‏ هو مهندس معماري ومهندس المناظر الطبيعية أمريكي، ولد في 12 ديسمبر 1944.